# 9 Pułk Artylerii Ciężkiej (II RP)

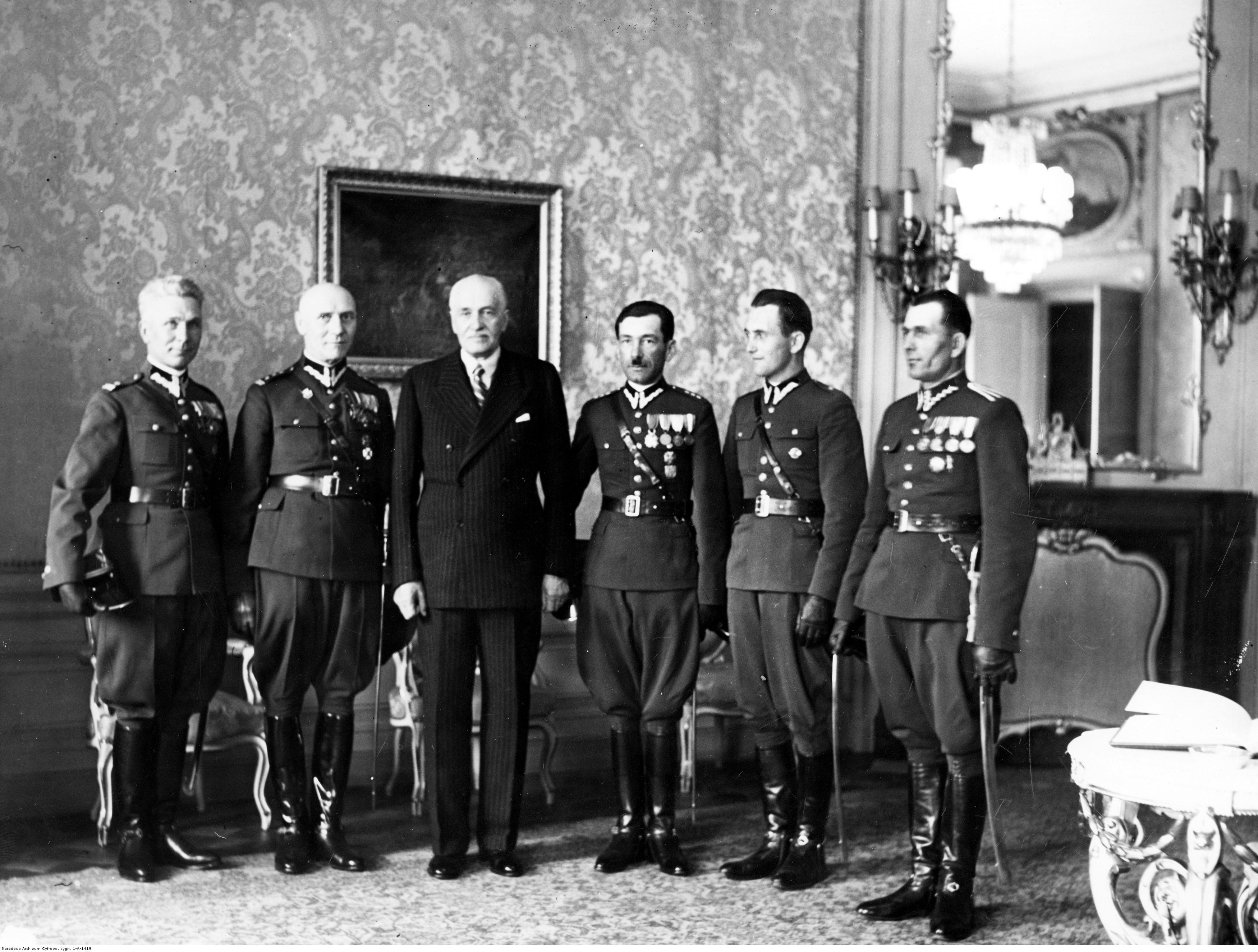
Wręczenie prezydentowi RP Ignacemu Mościckiemu odznaki pułkowej przez delegację 9 pac 16 maja 1938

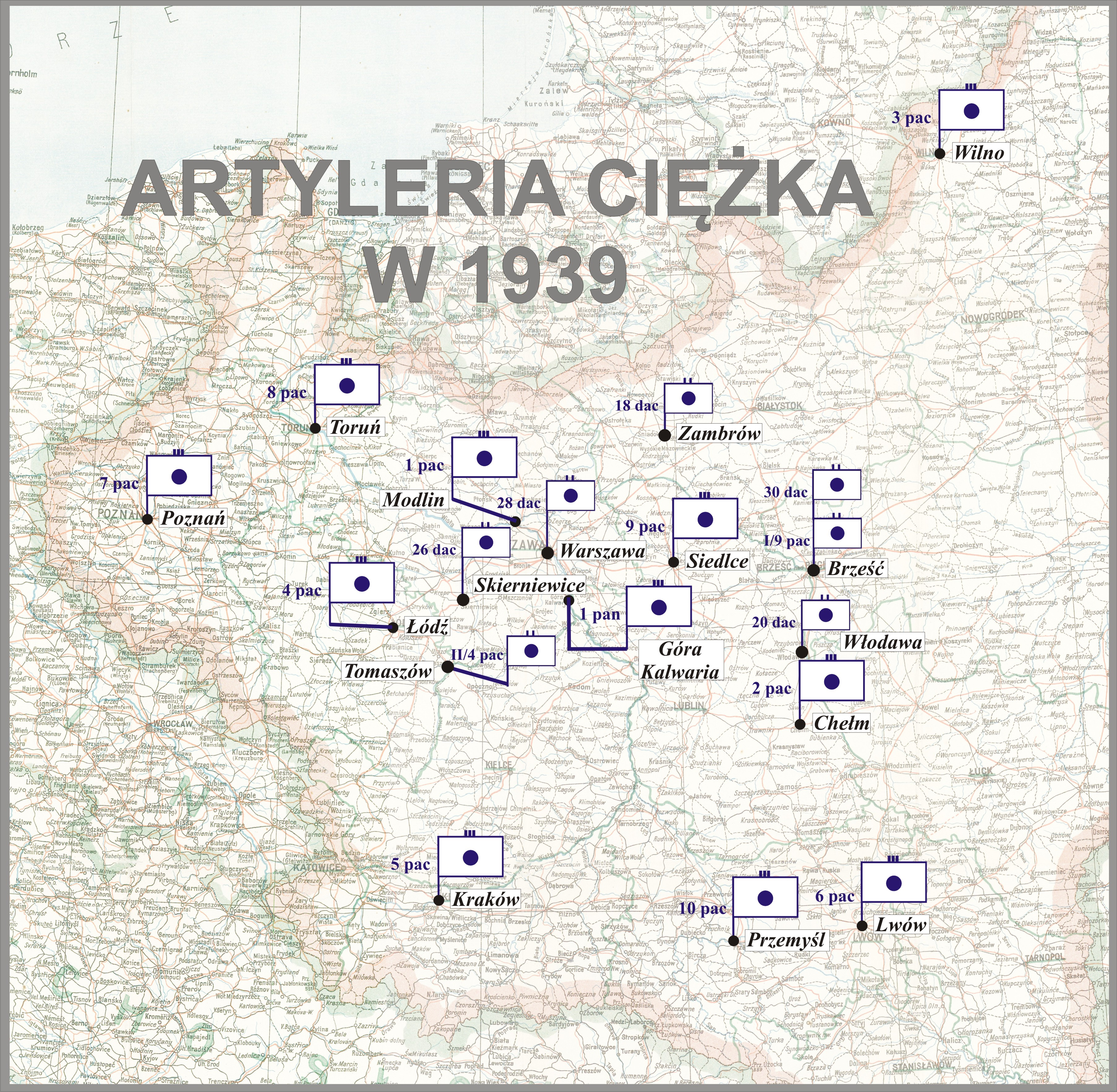
Artyleria ciężka w 1939 przed wybuchem II wojny światowej

9 pułk artylerii ciężkiej (9 pac) – oddział artylerii ciężkiej Wojska Polskiego w II Rzeczypospolitej.
9 pułk artylerii ciężkiej został sformowany 8 września 1922 z połączenia I dywizjonu 9 pułku artylerii ciężkiej, 30 Syberyjskiego dywizjonu artylerii ciężkiej i I dywizjonu 8 pułku artylerii ciężkiej, które w latach 1919–1920 brały udział w wojnie polsko-bolszewickiej. Miejscem stacjonowania dowództwa pułku oraz II i III dywizjonu były Siedlce, a I dywizjonu Brześć nad Bugiem. Latem 1933 pułk przeniósł się do Włodawy. Pułk podporządkowany był dowódcy 9 Grupy Artylerii. W pierwszej połowie 1939 sformował 9 dac dla 9 Dywizji Piechoty oraz dywizjony dla 20 Dywizji Piechoty i 30 Dywizji Piechoty. W drugiej połowie sierpnia zmobilizował 98 dac. Następnie rozwinięto dwa dywizjony 9 pac przeznaczone do obrony Warszawy. I/9 pac wspierał obronę pododcinka „Zachód”. II dywizjon nie dotarł już do Warszawy.

## Formowanie i zmiany organizacyjne
9 pułk artylerii ciężkiej został sformowany 8 września 1922 z połączenia I dywizjonu 9 pułku artylerii ciężkiej, 30 Syberyjskiego dywizjonu artylerii ciężkiej i II dywizjonu 8 pułku artylerii ciężkiej.
Po zakończonych działaniach wojennych I dywizjon „wojennego” 9 pac przeszedł do tymczasowego miejsca postoju w okolice Połoczany. 8 września 1922 został odesłany do swego stałego miejsca postoju w Brześciu nad Bugiem. Stał się I dywizjonem „pokojowego” 9 pułku artylerii ciężkiej.
Po walkach w Bydgoszczy nastąpiła częściowa reorganizacja „wojennego” II/15 pułku artylerii ciężkiej. 5 bateria ppor. Antoniego Kocimskiego została włączona do 4 baterii, zaś bateria porucznika Pinieckiego pozostała nadal 5 baterią. Z Bydgoszczy dywizjon przegrupowany został do Starogardu i przemianowany na 30 Syberyjski dywizjon artylerii ciężkiej. We wrześniu 1921 dywizjon wysłano do Białej Podlaskiej, skąd 15 listopada 1921 przeszedł do Siedlec, już jako II dywizjon 9 pułku artylerii ciężkiej, zachowując starą numeracje poszczególnych baterii.
W styczniu 1921 I dywizjon „wojennego” 4 pułku artylerii ciężkiej przeszedł w okolice Ostrołęki, gdzie został przemianowany na 4 dywizjon artylerii ciężkiej. W połowie maja dywizjon przetransportowany został do Kalisza, a w październiku stał się I dywizjonem „toruńskiego” 8 pułku artylerii ciężkiej. W niespełna dwa miesiące później został przemianowany na II dywizjon „grudziądzkiego” 8 pułku artylerii ciężkiej. Dopiero wiosną 1922 ostatecznie wszedł w skład „pokojowego” 9 pułku artylerii ciężkiej, jako jego III dywizjon, ze zmianą numeracji baterii. 1 bateria stała się 7., 2 bateria – 8., a 9 bateria – 9. Do Siedlec dywizjon przybył 15 kwietnia 1922
Za udział w walkach „wojennych” dywizjonów, które w 1922 utworzyły 9 pułk artylerii ciężkiej, Krzyżem Srebrnym Orderu Wojskowego Virtuti Militari odznaczonych zostało 7 żołnierzy, ponadto Krzyżem Walecznych 26 oficerów (w tym jeden czterokrotnie, trzech trzykrotnie, trzech dwukrotnie) i 44 szeregowych (w tym jeden dwukrotnie).

 4 grudnia Krzyżem Srebrnym Orderu Virtuti Militari została udekorowana też trąbka I dywizjonu.
| Kawalerowie Virtuti Militari                                                                      | Kawalerowie Virtuti Militari              | Kawalerowie Virtuti Militari                                      |
| ------------------------------------------------------------------------------------------------- | ----------------------------------------- | ----------------------------------------------------------------- |
| Żołnierze pułku odznaczeni Krzyżem Srebrnym Orderu Wojskowego Virtuti Militari za wojnę 1918–1920 |                                           |                                                                   |
| trąbka I dywizjonu por. Stefan Czernik ppor. Alojzy Gałęzowski                                    | kpr. Stanisław Jaracz ogn. Józef Rogowski | kpt. Adam Świtalski ppor. Stanisław Szancer ppor. Władysław Szwed |

## Pułk w okresie pokoju

### Zakwaterowanie
Początkowo oddział stacjonował w garnizonie Siedlce, natomiast I dywizjon był detaszowany w garnizonie Brześć (Okręg Korpusu nr IX).
Latem 1933 pułk przeniósł się do Włodawy. Koszary po byłej carskiej 17 Brygadzie Artylerii Polowej położone były około 1,5 km na północ od granic miasta. Była to zabudowa typu barakowego, a jedyne murowane budynki to sztab pułku i wartownia przy bramie głównej. Działownie były drewniane i nie spełniały ówczesnych norm. Stajnie spełniały kryteria dla tego typu obiektów. Poza terenem koszar znajdował się murowany dwupiętrowy budynek mieszkalny, w którym zakwaterowano część kadry. Znaczna część podoficerów zamieszkała na terenie koszar, a młodsi oficerowie w wynajętych mieszkaniach na terenie miasta. W 1936 wybudowano trzypoziomowy budynek koszarowy. Przeniesiono tam część pododdziałów. Znalazły się w nim także sale wykładowe i nowa świetlica pułkowa.

### Szkolenie
Corocznie do pułku wcielano około 400 poborowych. Byli to rekruci głównie z województwa pińskiego, ale przychodzili także z województw: lubelskiego, łódzkiego, kieleckiego i warszawskiego. Okres szkolenia podstawowego wynosił około 12 tygodni. Przez pierwsze 4 tygodnie nauczano zagadnień typowo ogólnowojskowych, a w następnych tygodniach odbywało się szkolenie w baterii szkolnej. W ostatnich dniach maja żołnierze młodego rocznika składali przysięgę. Dalsze szkolenie odbywało się w bateriach. Działoczyny, jazda konna, budowa linii telefonicznych, musztra piesza i musztra indywidualna odbywały się cztery razy w tygodniu do godziny 13.00 w miejscach do tego wyznaczonych. Raz w tygodniu wyjeżdżano w teren na ćwiczenia praktyczne. Soboty były wolne od ćwiczeń. Przeznaczano je na porządki, pielęgnację koni i konserwację sprzętu. Także niedziela była dniem wolnym od zajęć.
Strzelanie z broni małokalibrowej prowadzono na tzw. „nizie pod Skarpą”, a z karabinów na strzelnicy za północnym ogrodzeniem koszar. Strzelania bojowe z dział realizowano na poligonie brzeskim, a w ostatnich latach przed wojną także na poligon w Powórsku. Podczas strzelań na poligonie brzeskim dywizjony kwaterowały w Wołynce, a stanowiska ogniowe zajmowano w rejonie Stradecza. Letnie manewry kończyły etap szkolenia, a starszy rocznik na przełomie września i października odchodził do cywila.
Jesienią około 50 żołnierzy młodszego rocznika wysyłano do pułkowej szkoły podoficerskiej. Okres szkolenia elewów wynosił około 4 miesięcy i kończył się w pierwszych dniach lutego następnego roku. Oprócz nauki w szkole podoficerskiej część żołnierzy realizowała krótkotrwałe kursy specjalistyczne (radiotelegrafistów, taborowe, przeciwgazowe, sanitarno-weterynaryjne, puszkarskie). W tym stanie rzeczy, w okresie zimowym szkolenie w bateriach bojowych zamierało. Liczba żołnierzy w pododdziałach pozwalała jedynie na realizowanie bieżących zadań, konserwację sprzętu i pielęgnację koni.

### Święta w pułku
Początkowo pułk obchodził swoje święto 29 czerwca, w rocznicę utworzenia I dywizjonu w 1919. 19 maja 1927 minister spraw wojskowych ustalił i zatwierdził dzień 8 września jako datę święta pułkowego. Od tego czasu pułk obchodził swoje święto w rocznicę złączenia trzech dywizjonów w 1922. 12 kwietnia 1937 minister spraw wojskowych zmienił datę święta pułkowego 9 pac z 8 września na 29 czerwca.

### Struktura pułku i uzbrojenie
W 1923 w skład pułku wchodziło: dowództwo, trzy dywizjony artylerii ciężkiej po trzy baterie, kadra oddziału łączności i kadra baterii zapasowej. W latach 1924–1925, w strukturze pułku funkcjonowała na prawach dywizjonu detaszowanego 9 kompania artylerii pieszej. W latach 1922–1933 dla potrzeb stacjonującego w Brześciu I/9 pac konieczne było utworzenie ponadetatowych drużyn: łączności i gospodarczej.
W pułku znajdowały się armaty 105 mm i haubice 155 mm. Wojenne dywizjony w okresie wojny polsko-bolszewickiej były początkowo wyposażone w sprzęt państw zaborczych. Jednakże już w trakcie wojny zostały przezbrojone we francuskie armaty 105 mm wz. 1913 L/28. 4 Schneider i haubice 155 mm wz. l917 L/15 Schneider. Przed wybuchem II wojny światowej zaczęły do pułku docierać armaty 105 mm wz. 1929/31 i haubice 155 mm wz. 1917/38 ze Starachowic.
| Obsada personalna i struktura organizacyjna w marcu 1939 | Obsada personalna i struktura organizacyjna w marcu 1939 |
| -------------------------------------------------------- | -------------------------------------------------------- |
| dowódca pułku                                            | ppłk dypl. Adam Dzianott                                 |
| I zastępca dowódcy                                       | ppłk Jan Michalik                                        |
| adiutant                                                 | kpt. Leonidas Gębarski                                   |
| lekarz medycyny                                          | mjr dr Stanisław Rusiniak                                |
| starszy lekarz weterynarii                               | mjr Franciszek Jastrzębski                               |
| oficer zwiadowczy                                        | kpt. Bolesław Szczepan Wasilewski                        |
| II zastępca dowódcy (kwatermistrz)                       | mjr Franciszek Schmidt                                   |
| oficer mobilizacyjny                                     | kpt. Julian Wiśniewski                                   |
| zastępca oficera mobilizacyjnego                         | por. adm. (art.) Antoni Reiss                            |
| oficer administracyjno-materiałowy                       | kpt. adm. (art.) Stanisław Franciszek Filas              |
| oficer gospodarczy                                       | por. int. Józef Leon Kukiołka                            |
| oficer żywnościowy                                       | por. Bolesław Rzepniewski                                |
| dowódca plutonu łączności                                | por. Antoni Orzepowski                                   |
| oficer plutonu                                           | chor. Józef Piekarek                                     |
| dowódca I dywizjonu                                      | mjr Zbigniew Sieniewicz                                  |
| dowódca 1 baterii                                        | kpt. Tadeusz Jakubowski                                  |
| dowódca plutonu                                          | por. Eugeniusz Niemunis                                  |
| dowódca plutonu                                          | ppor. Alfred Wojciech Walenty Stössel                    |
| dowódca 2 baterii                                        | por. Bolesław Gron                                       |
| dowódca plutonu                                          | ppor. Tadeusz Krupiński                                  |
| dowódca plutonu                                          | chor. Józef Szydłowski                                   |
| dowódca II dywizjonu                                     | mjr Aleksander Korsak                                    |
| dowódca 4 baterii                                        | kpt. Jan Bargieł                                         |
| dowódca plutonu                                          | por. Stanisław Dominik Łasłowski                         |
| dowódca plutonu                                          | ppor. Adam Burbeła                                       |
| dowódca 5 baterii                                        | kpt. Ludwik Cisowski                                     |
| dowódca plutonu                                          | por. Henryk Baczyński                                    |
| dowódca III dywizjonu                                    | mjr Leon Bronisław Fryc                                  |
| dowódcy 7 baterii                                        | p.o. por. Aleksander Szmit                               |
| dowódca plutonu                                          | ppor. Paweł Barbarowicz                                  |
| dowódca plutonu                                          | ppor. Zbigniew Rotkiel                                   |
| dowódca 8 baterii                                        | kpt. Jan Podlaski                                        |
| dowódca plutonu                                          | ppor. Henryk Paweł Buczyński                             |
| dowódca plutonu                                          | ppor. Marian Lesław Głaczyński                           |
| na kursie                                                | mjr Stanisław Reichert                                   |

## 9 pac w kampanii wrześniowej

### Mobilizacja w pułku
Pułk był jednostką mobilizującą. Zgodnie z planem mobilizacyjnym „W” dowódca pułku był odpowiedzialny za przygotowanie i przeprowadzenie mobilizacji jednostek wpisanych na tabelę mob. pułku:
w mobilizacji alarmowej, w grupie jednostek oznaczonych kolorem czerwonym:
- 9 dywizjon artylerii ciężkiej typ II,
- pluton taborowy nr 9,
- 20 dywizjon artylerii ciężkiej typ II,
- pluton taborowy nr 20,
- 30 dywizjon artylerii ciężkiej typ II,
- pluton taborowy nr 30,
- 98 dywizjon artylerii ciężkiej typ I,

w I rzucie mobilizacji powszechnej:
- dowództwo 9 pułku artylerii ciężkiej,
- I dywizjon 9 pułku artylerii ciężkiej typ I,
- II dywizjon 9 pułku artylerii ciężkiej typ I,

II rzucie mobilizacji powszechnej:
- polowy szpital weterynaryjny nr 91,
- polowy szpital weterynaryjny nr 92
- pluton marszowy artylerii ciężkiej typ I nr 9 dla dowódcy Okręgu Korpusu Nr IX[20].

23 marca 1939 szef Sztabu Głównego rozkazem L.dz. 8401/mob. zarządził mobilizację „jednostek czerwonych” na obszarze Okręgu Korpusu Nr IX. W trakcie mobilizacji alarmowej w sierpniu 9 pac zmobilizował 98 dac, a powszechnej pułk zmobilizował przewidziane planem pododdziały własne i dla innych jednostek, a nadwyżki rezerwistów i pozostałość sprzętu skierował do Ośrodka Zapasowego Artylerii Ciężkiej nr 2 w Chełmie Lubelskim. W trakcie mobilizacji pułku zabrakło radiostacji dla baterii i dywizjonów pułku.

### Działania bojowe
Pułk w składzie dwóch dywizjonów na początku września 1939 został skierowany do obrony Warszawy. Jako pierwszy transportami kolejowymi do Warszawy odjechał I dywizjon w dniu 3 września. Następnie 5 września wyjechało dowództwo pułku, sztab II dywizjonu i kolumna taborowa pułku. Trasa transportów wiodła przez Brześć n/Bugiem, Łuków i Siedlce do dworca Warszawa-Wileńska. 8 września 1939 ppłk Adam Dzianott zgłosił się do Dowództwa obrony Warszawy i 10 września został mianowany dowódcą artylerii Odcinka Warszawa-Zachód płk dypl. Mariana Porwita. Dowództwo 9 pac stało się dowództwem artylerii odcinka. 12 września ppłk Dzianott odesłał tabory pułku stacjonujące w lesie koło Wawra, do OZAC nr 2 w Chełmie jako zbędne w obronie Warszawy. Dowódca II/9 pac mjr Franciszek Szmid, z uwagi na to, że do Warszawy nie dotarły baterie jego dywizjonu, objął stanowisko dowódcy II/5 pal w miejsce poległego mjr. Feliksa Deskura. Wraz z II dywizjonem 5 pułku artylerii lekkiej mjr Szmid dowodził artylerią pododcinka Warszawa Południowy-Wschód. 9 pac (bez II dac) walczył aż do kapitulacji Warszawy.

#### I dywizjon 9 pac

##### W obronie Warszawy
I dywizjon 9 pac zmobilizowany został w okresie od 31 sierpnia do 3 września. Jako pierwsza do transportu na stacji Tomaszówka załadowana została 3 bateria, a następnego dnia sukcesywnie pozostałe baterie i dowództwo dywizjonu. Transporty poruszały się trasą Brześć n/Bugiem, Siedlce; przed Mińskiem Mazowieckim baterie wyładowano z uwagi na zniszczenia przez bombardowania lotnicze tego węzła kolejowego. 6 września do lasu koło Wawra dywizjon przybył marszem pieszym i po skoncentrowaniu się udał się do Warszawy. 8 września, rozkazem dowódcy pułku, dywizjon zajął stanowiska ogniowe - 1 i 2 baterie w Ogrodzie Zoologicznym, a 3 bateria nad Wisłą; tabory odesłano do lasów w okolicy Rembertowa. 9 września zainstalowano punkty obserwacyjne 1 i 2 baterii na szczycie Domu Akademickiego przy pl. Narutowicza. Tego dnia I/9 pac ostrzelał sztab niemieckiej 4 Dywizji Pancernej zadając mu straty. Dywizjon przydzielono do pododcinka Warszawa–Wola jako artyleria ogólnego działania. 10 września zainstalowano punkt obserwacyjny 3 baterii w Ogrodach Ulrycha na Woli. Z uwagi na występujące od 20 września braki w amunicji dla artylerii ciężkiej, w dywizjonie I/9 pac wprowadzono jej limitowanie, co znacznie ograniczyło jego efektywność działania. W miarę możliwości dywizjon prowadził ostrzał celów z własnej obserwacji, wskazań piechoty i na rozkaz dowództwa. 28 września I/9 pac złożył broń.

#### II dywizjon 9 pac
Dywizjon osiągnął gotowość 5 września; jako pierwsze transportem kolejowym wyjechało dowództwo dywizjonu z mjr. Franciszkiem Szmidem i kolumna amunicyjna dywizjonu. Dotarły one do Warszawy i brały udział w jej obronie. 4 bateria haubic została załadowana wieczorem 5 września do transportu kolejowego i w trakcie jazdy, w okolicach Czeremchy, w wyniku nalotu lotnictwa niemieckiego zniszczeniu uległa lokomotywa i uszkodzeniu uległo kilka wagonów; poniesiono straty. Po wyładowaniu baterii i rozmieszczeniu w lesie, ponownie załadowano ją do transportu. 7 września dotarła do Brześcia n/Bugiem, gdzie ponownie została zbombardowana. 6 bateria, po dotarciu transportem do Czeremchy, dwa dni przebywała na bocznicy, po czym została przez Brześć i Włodawę skierowana do Chełma Lub. do dyspozycji dowódcy „Armii Lublin”. 8 września 4 bateria, ponownie przez Czeremchę, odjechała w kierunku Siedlec; z uwagi na zniszczenia linii kolejowych 9 września została wyładowana przed Mordami na stacji Niemojki. Bateria 5 utknęła na stacji Platerów pomiędzy Sarnakami i Niemojkami. 6 bateria została wyładowana na stacji Serebryszcze koło Chełma Lubelskiego 13 września. 4 bateria i za nią 5 bateria przemieściły się marszem pieszym przez Pawłowo, Janów Podlaski, Białą Podlaską i Włodawę do Chełma, gdzie dotarły 15 września.

##### Udział w bitwie pod Tomaszowem Lubelskim
Wszystkie trzy baterie przydzielono do XIII Brygady Piechoty, Dywizji Kombinowanej gen. bryg. Jerzego Wołkowickiego. Na dowódcę dywizjonu został wyznaczony mjr Adam Jankowski z 2 pac, wraz ze swoim sztabem. II/9 pac maszerował wraz z XIII BP, od 17 września w kierunku Hrubieszowa, a następne dni w kierunku Tomaszowa. Nocą 21/22 września baterie 5 i 6 wspierały 43 pułk piechoty w natarciu na Łaszczów. 22 września maszerująca za 44 pułkiem piechoty w kolumnie 4 bateria w rejonie Wólki Gródeckiej wsparła go z szyku marszowego na drodze ogniem skierowanym na pozycje niemieckie, niszcząc 2 niemieckie działa. 23 września II/9 pac wspierał walki obronne XIII BP z niemiecką 28. DP o las w rejonie majątku Tarnawatka. Następnie 24 września dywizjon wycofał się z XIII BP przez Werechanie na Krynice. 26 września, w trakcie odwrotu, koło wsi Księżostany 4 bateria dostała się do niewoli niemieckiej, 6 bateria w Kazimierówce dostała się do niewoli sowieckiej; prawdopodobnie też do sowieckiej niewoli dostała się 5 bateria.
| Struktura organizacyjna i obsada personalna we wrześniu 1939 | Struktura organizacyjna i obsada personalna we wrześniu 1939 |
| Dowództwo                                                    | Dowództwo                                                    |
| ------------------------------------------------------------ | ------------------------------------------------------------ |
| dowódca pułku                                                | ppłk dypl. Adam Dzianott (VM)                                |
| adiutant pułku                                               | kpt. Leonidas Gębarski                                       |
| oficer zwiadowczy                                            | ppor. rez. Stanisław Konopski                                |
| oficer obserwacyjny                                          | ppor. Henryk Paweł Buczyński                                 |
| oficer łączności                                             | por. Józef Mikulski                                          |
| I dywizjon armat 105 mm                                      |                                                              |
| dowódca I dywizjonu                                          | mjr Leon Fryc (VM)                                           |
| adiutant dywizjonu                                           | ppor. rez. Władysław Dzikowicki                              |
| oficer zwiadowczy                                            | ppor. rez. Władysław Madurowicz                              |
| oficer łączności                                             | ppor. rez. Jan Kołodziej                                     |
| dowódca 1 baterii                                            | kpt. Jan Bargieł                                             |
| oficer zwiadowczy                                            | ppor. rez. Aleksander Cichy                                  |
| oficer ogniowy                                               | ppor. rez. Lucjan Walczuk                                    |
| dowódca 2 baterii                                            | kpt. Jan Podlaski                                            |
| oficer zwiadowczy                                            | ppor. rez. Antoni Żaboklicki                                 |
| oficer ogniowy                                               | ppor. rez. Zygmunt Krzywicki                                 |
| dowódca 3 baterii                                            | por. Stanisław Chyla                                         |
| oficer zwiadowczy                                            | ppor. rez. mar. Józef Papliński                              |
| oficer ogniowy                                               | ppor. rez. Wojciech Żaboklicki                               |
| dowódca kolumny amunicyjnej                                  | ppor. rez. Marian Kałuża                                     |
| II dywizjon haubic 155 mm                                    |                                                              |
| dowódca II dywizjonu                                         | mjr Franciszek Szmid (do 14 IX 1939)                         |
| dowódca II dywizjonu                                         | mjr Adam Jankowski                                           |
| dowódca 4 baterii                                            | kpt. Julian Wiśniewski                                       |
| oficer zwiadowczy                                            | NN                                                           |
| oficer ogniowy                                               | por. rez. Henryk Niewęgłowski                                |
| dowódca 5 baterii                                            | kpt. Ludwik Cisowski                                         |
| dowódca 6 baterii                                            | por. Bolesław Rzepniewski                                    |
| oficer zwiadowczy                                            | por. Mieczysław Chiliński                                    |
| oficer ogniowy                                               | por. rez. Zygmunt Dzierzęcki                                 |

## Symbole pułkowe

### Sztandar
Nadanie sztandaru i zatwierdzenie jego wzoru ujęte zostało w Dodatku Tajnym nr 3 do Dziennika Rozkazów MSWojsk. z 17 lutego 1938, nr 3, poz. 30. Sztandar wręczył pułkowi marszałek Edward Śmigły-Rydz w Zamościu 17 lipca 1938 w czasie ceremonii wręczenia oddziałom artylerii sztandarów ufundowanych przez społeczeństwo ziemi zamojskiej oraz niektórych sąsiednich regionów.
Powojenne losy sztandaru
Po wybuchu wojny sztandar dotarł do Warszawy do Wawra. 12 września dowódca pułku wydał rozkaz wycofania taborów do Ośrodka Zapasowego Artylerii nr 2 w Chełmie Lubelskim. W czasie marszu przez Mińsk Mazowiecki część wozów (w tym ten ze sztandarem) odłączyła od kolumny, kierując się na Garwolin. Jeszcze we wrześniu sztandar został zdeponowany u rolnika Piotra Suszki w kolonii Sarniak przez por. Mieczysława Pawłowicza i kpr. Wiktora Kopcia. Sztandar przechowywano w domu, zamurowano go, a przez pewien czas ukrywano w lesie. W grudniu 1947 Suszek wręczył sztandar 9 pac ówczesnemu ministrowi obrony narodowej. Ten 30 grudnia 1947 przekazał go do Muzeum Wojska Polskiego.

### Odznaka pamiątkowa
10 grudnia 1930 minister spraw wojskowych zatwierdził wzór i regulamin odznaki pamiątkowej 9 Pułku Artylerii Ciężkiej. Odznaka o wymiarach 40x40 mm ma kształt równoramiennego krzyża utworzonego z czterech stylizowanych srebrnych orłów bez korony, wczepionych szponami w srebrny wieniec laurowo-dębowy, który okala umieszczony w środku wizerunek krzyża Orderu Virtuti Militari. Pola między ramionami krzyża pokrywa emalia w barwie ciemnozielonej i szkarłatnej z numerem i inicjałami „9 PAC” na każdym polu. Odznaka jednoczęściowa, wykonana w srebrze, emaliowana, na rewersie numerowana. Wykonawcą odznak był Wiktor Gontarczyk z Warszawy.

### Trąbka
Do czasu nadania sztandaru 9 pułkowi artylerii ciężkiej funkcję znaku pułkowego spełniała trąbka sygnałowa l dywizjonu. 4 grudnia 1920 w Łazdunach marszałek Józef Piłsudski udekorował trąbkę Krzyżem Srebrnym Orderu Virtuti Militari, przypinając order do płomienia.
Powrześniowe losy trąbki
Dowództwo pułku w czasie obrony stolicy stacjonowało w gmachu Sądów. Zadanie jej ukrycia otrzymał mieszkający w sąsiedztwie przy ul. Ogrodowej pchor. Stanisław Kraszewski. Kraszewski zalutował trąbkę w skrzynce z cienkiej blachy i zakopał na terenie podwórka. Kiedy w 1947 odkopał ją, skrzynka rozpadła się, a tkanina płomienia okazała się być zmurszała. Podchorąży przeniósł trąbkę w inne miejsce i dopiero 2 października 1959 przekazał ją do Muzeum Wojska Polskiego.

## Żołnierze pułku

### Dowódcy i zastępcy dowódcy pułku
| Stopień, imię i nazwisko                  | Okres pełnienia służby   | Kolejne stanowisko                 |
| Dowódcy pułku                             | Dowódcy pułku            | Dowódcy pułku                      |
| ----------------------------------------- | ------------------------ | ---------------------------------- |
| ppłk / płk art. Franciszek Henryk Szczuka | 1922 – 12 III 1929       | członek OTO                        |
| płk art. Ferdynand Müllner                | 22 III 1929 – 14 VI 1938 |                                    |
| ppłk dypl. art. Adam Dzianott             | 14 VI 1938 – IX 1939)    |                                    |
| Zastępcy dowódcy pułku                    |                          |                                    |
| ppłk art. Aleksander Batory               | 1921–1922                | dowódca 24 pap                     |
| mjr / ppłk art. Antoni Klikowicz          | 10 IX 1923 – 12 III 1929 | dyspozycja dowódcy OK IX           |
| mjr / ppłk art. Edward Czerny             | IV 1929 – XI 1932        | dyspozycja dowódcy OK IX           |
| ppłk dypl. art. Stefan Springer           | IV 1933 – IX 1935        | szef wydziału w Dep. Art. MSWojsk. |
| ppłk dypl. art. Tadeusz Popławski         | IX 1935 – I 1937         |                                    |
| ppłk art. Jan Michalik                    | I 1937 – IX 1939         |                                    |

### Żołnierze pułku – ofiary zbrodni katyńskiej
Biogramy ofiar zbrodni katyńskiej znajdują się między innymi w bazach udostępnionych przez Ministerstwo Kultury i Dziedzictwa Narodowego oraz Muzeum Katyńskie.
| Nazwisko i imię        | stopień    | zawód                | miejsce pracy przed mobilizacją | zamordowany |
| ---------------------- | ---------- | -------------------- | ------------------------------- | ----------- |
| Cisowski Ludwik        | kapitan    | żołnierz zawodowy    |                                 | Charków     |
| Krycki Romuald         | ppor. rez. | urzędnik             | sąd w Brześciu                  | Katyń       |
| Niemunis Eugeniusz     | porucznik  | żołnierz zawodowy    |                                 | Katyń       |
| Radomski Sylwester     | ppor. rez. | lekarz weterynarii   | praktyka w Murowanej Goślinie   | Katyń       |
| Dzierzęcki Zygmunt     | por. rez.  | mierniczy przysięgły |                                 | Katyń       |
| Filas Stanisław        | kapitan    | żołnierz zawodowy    |                                 | Charków     |
| Korotun Włodzimierz    | por. rez.  |                      | Dyrekcja Ubezpieczeń Wzajemnych | Katyń       |
| Laskowski Izydor       | por. rez.  | urzędnik             |                                 | Charków     |
| Mieszczyński Bronisław | ppor. rez. | inżynier             |                                 | Charków     |
| Orzepowski Antoni      | porucznik  | żołnierz zawodowy    |                                 | Katyń       |
| Roth Eugeniusz         | por. rez.  |                      |                                 | Katyń       |
| Terebiński Antoni      | ppor. rez. | nauczyciel           | kierownik szkoły w Łaziskach    | Katyń       |
| Wiśniewski Zdzisław    | ppor. rez. | technik drog.-bud.   | PKP                             | Katyń       |
| Woropaj Tadeusz        | por. rez.  | lekarz               | praktyka w Ciążeniu             | Charków     |

## Upamiętnienie
- Tradycje pułku kultywuje 2 dywizjon artylerii samobieżnej 5 Lubuskiego pułku artylerii w Sulechowie[52].